# Acide isobutyrique
L'acide isobutyrique ou acide 2-méthylpropanoïque ou acide isobutanoïque est l'acide carboxylique de formule semi-développée (CH3)2-CH-COOH. C'est un liquide incolore d'odeur désagréable et un isomère de l'acide butanoïque.
Il est trouvé à l'état naturel dans le caroubier (Ceratonia siliqua), dans les racines d'Arnica dulcis et sous forme d'ester éthylique dans l'huile de croton. Il est produit par la paire de glandes périanales du binturong (Viverridae).
Cet acide peut être préparé synthétiquement par hydrolyse d'isobutyronitrile, (CH3)2CH-CN, avec une base, par oxydation d'isobutanol avec du dichromate de potassium dans l'acide sulfurique ou par action de l'amalgame de sodium sur l'acide méthacrylique.
Chauffé dans une solution d'acide chromique à 140 °C, l'acide isobutyrique se décompose en dioxyde de carbone, CO2 et en acétone, (CH3)2CO. Une solution alcaline de permanganate de potassium l'oxyde en l'acide α-hydroxyisobutyrique (acide 2-méthyl-2-hydroxypropanoïque).
Ses sels (isobutyrate) sont généralement plus solubles dans l'eau que ceux de l'acide butanoïque (butanoate).